# Gori

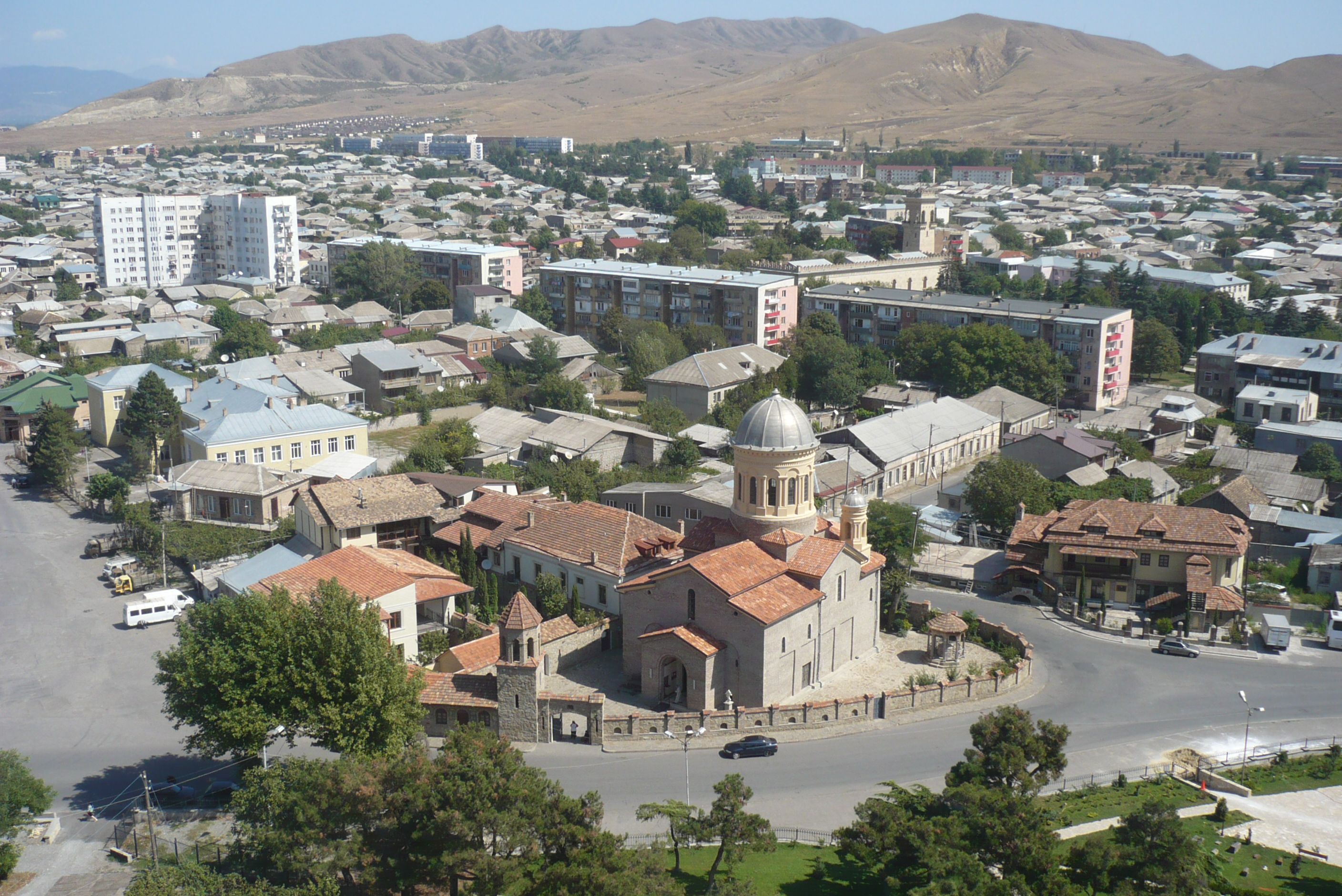
Pohled na město Gori z místní pevnosti

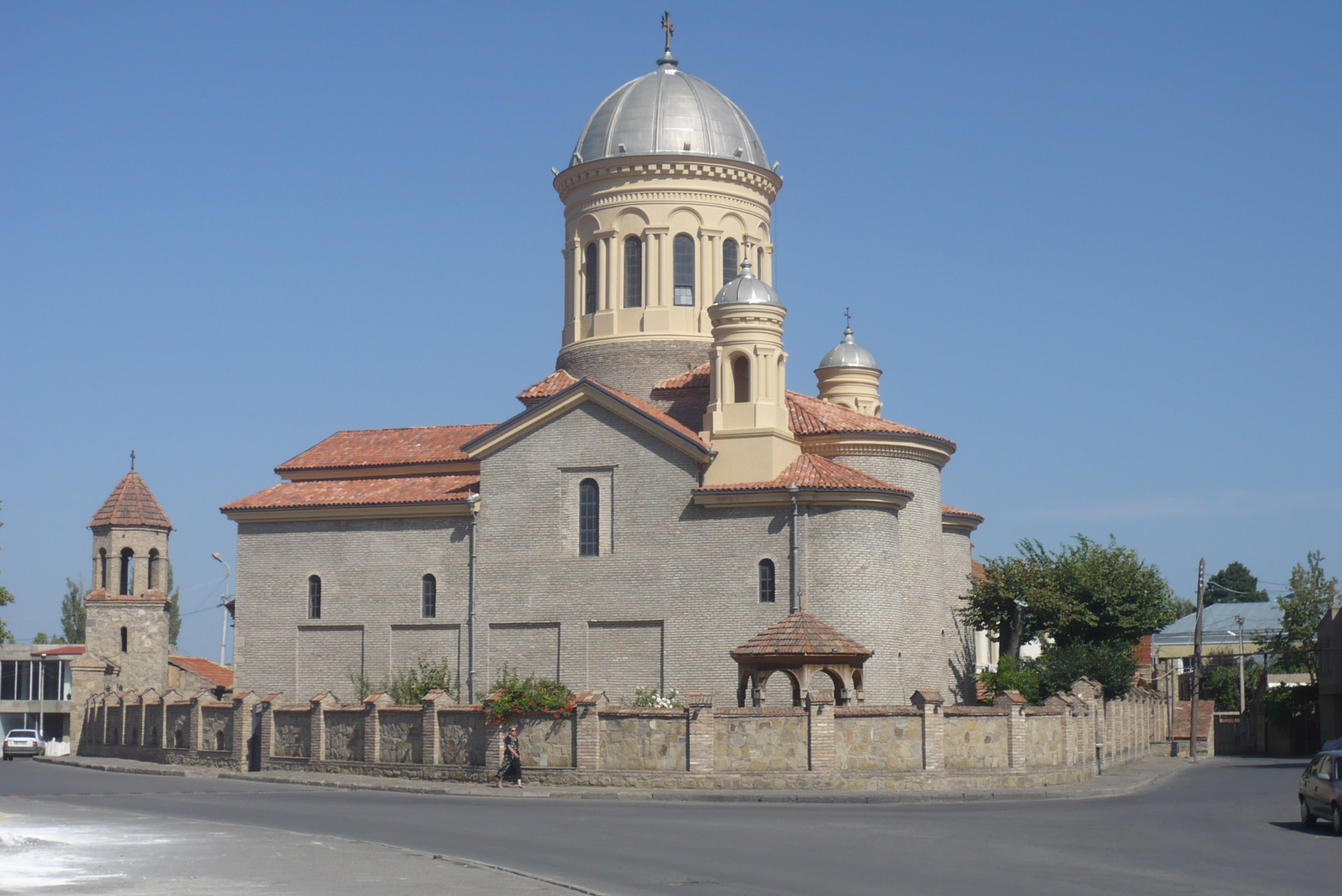
Katedrála Panny Marie v Gori

Gori (gruzínsky გორი) je strategicky významné město v Gruzii, které se nachází v regionu Šida Kartli. Město Gori je hlavním správním městem regionu a protéká zde řeka Kura. V současné době žije ve městě přibližně 45 tisíc obyvatel. V blízkosti města se nachází gruzínská dopravní tepna – jediný úsek dálnice v celé Gruzii spojující město Gori s hlavním městem Tbilisi. Město Gori je od hlavního města Tbilisi vzdálené necelých 85 km a je tedy velmi dobře dopravně dostupné.

## Historie
Název města je odvozen od jména oválné citadely (gruzínsky გორის ციხე, Goris Ciche) neboli Pevnost Gori, která se nachází na vrcholu skalnatého kopce v centru města. Historické prameny a archeologické vykopávky pevnosti datují vznik městského sídla přibližně do 7. století. K rozmachu městského sídla došlo za vlády významného a úspěšného gruzínského krále Davida IV. Budovatele na přelomu 11. a 12. století. Kolem pevnosti bylo založeno městské sídlo, které se stalo důležitým centrem Gruzínského království. Zároveň na strategicky umístěné křižovatce hlavních tranzitních cest čelilo v minulosti nájezdům cizích útočných a loupeživých hord. Gori několikrát podlehlo cizím nájezdníkům a po delší době bylo Gruzínci dobyto zpět. Město bylo vážně poškozeno při zemětřesení v roce 1920.
Za éry Sovětského svazu získalo výrazně průmyslový charakter. Po kolapsu Sovětského svazu bylo postiženo hospodářskou krizí a odchodem obyvatelstva.
Město se nachází nedaleko separatistické Jižní Osetie. Gruzínská vláda pro toto sporné území používá název Cchinvalský region (gruzínsky ცხინვალის რეგიონი Cchinvalis regioni). Město Gori se stalo v srpnu 2008 (po útoku Gruzie na Jižní Osetii - nápad M. Saakašviliho- v den zahájení LOH v Pekingu) terčem protiútoku ruských vojenských letadel, během kterého byly bombardovány vojenské i civilní objekty. Ruské letecké nálety si vyžádaly několik lidských životů. 11. srpna 2008 město obsadily Ozbrojené síly Ruské federace. Okupační vojska se z města stáhla 22. srpna 2008. Po válce se situace ve městě Gori stabilizovala a obyvatelé zde žijí poklidný život.

### Stalinovo rodiště
V roce 1878 se v Gori narodil diktátor Josif Vissarionovič Džugašvili, známý též jako Stalin (Muž z oceli).
V témže městě a roce se narodil i raný Stalinův přítel Josif Iremašvili. Stalin a Iremašvili navštěvovali stejnou církevní školu.
V roce 1882 se v Gori narodil další Stalinův přítel Simon Ter-Petrosjan, zvaný Kamo.
Po získání nezávislosti v roce 1991 nadšení Gruzínci strhávali sochy Lenina a Stalina po celé zemi. Nikoliv však v Gori. Pro stále klesající počet postarších skalních komunistů v Gruzii a v Rusku zůstává Josif V. Stalin "národním hrdinou". Ve městě Gori místní obyvatelé pořádají každoroční vzpomínkové akce u příležitosti připomenutí narozenin nebo úmrtí J. V. Stalina.

## Významné stavby

### Muzeum J. V. Stalina
Nejnavštěvovanějším turistickým místem je Muzeum Josifa Stalina v Gori, které se vyskytuje uprostřed města na Stalinově třídě. Vstupné do muzea se pohybuje mezi 10 až 15 Lari. V areálu muzea se nachází Stalinův rodný dům - malá dřevěná chatrč, kde se Stalin narodil a strávil rané roky života. Součástí expozice je také Stalinův osobní železniční vagón, který je obrněný a byl použit například u příležitosti konference v Jaltě. Po vstupních schodech do budovy muzea se návštěvníci dostanou do hlavního sálu, který je tvořen několika místnostmi. Hlavní sál zachycuje dětství a dospívání Josifa, jeho revoluční a ilegální aktivity. Prohlídku provází mnoho obrazů, ilustrací, novinových článků a dobových fotografií, které mají velkou hodnotu. Expozice dále zachycuje Stalinovu spolupráci s Leninem, Velkou říjnovou socialistickou revoluci v roce 1917 a Leninovu smrt v roce 1924. Leninovi se v muzeu dostává většího prostoru. Je zde představeno několik společných fotografických snímků Lenina se Stalinem. Prohlídku doprovází několik Stalinových obrazů, na kterých je vyobrazen s pevným a vizionářským pohledem a návštěvníci také mohou zhlédnout koberce s vytkaným Stalinovým portrétem. Expozice se dále věnuje Velké vlastenecké válce. Velice zajímavé jsou skutečné Stalinovy předměty a osobní věci. Je zde vystavena Stalinova uniforma, dýmka, stolní lampa s popelníkem a tankem, nádobí a rozsáhlé sbírky darů od světových státníků a bolševických přátel. Expozice zahrnuje rekonstrukci Stalinovy pracovny a jeho kancelářského nábytku. V neposlední řadě mohou návštěvníci zhlédnout Stalinovou posmrtnou masku. Nicméně v expozici muzea není žádná kritika Stalinovy osobnosti. Není zde uvedena zmínka k tématu Gulag, hladomoru na Ukrajině, Stalinovým čistkám a jejich obětem jako byl například Nikolaj Bucharin, Sergej M. Kirov, Grigorij Zinovjev, Lev Kameněv, Lev D. Trockij atd.

### Centrální náměstí
Nedaleko od muzea se nachází centrální náměstí, kde je Radnice Gori. V minulosti zde stála socha diktátora Josifa V. Stalina, které gruzínské úřady nechaly odstranit „pod pláštěm noci“ v roce 2010. V této době byl ve funkci temperamentní prezident Michail Saakašvili. V blízkosti centrálního náměstí lze navštívit Válečné muzeum, kde jsou vystaveny vojenské exponáty z druhé světové války a také z konfliktu v Jižní Osetii. Před vstupem do Válečného muzea je památník lidem a padlým hrdinům, kteří zahynuli v bojích v Jižní Osetii a Abcházii. Vstupné se pohybuje okolo 5 Lari.

### Pevnost Gori
Centru města dominuje historická Pevnost Gori. Vstupné je zdarma. Z pevnosti je pěkný výhled na město a okolní krajinu. Pod pevností je kruh soch zmrzačených válečníků.

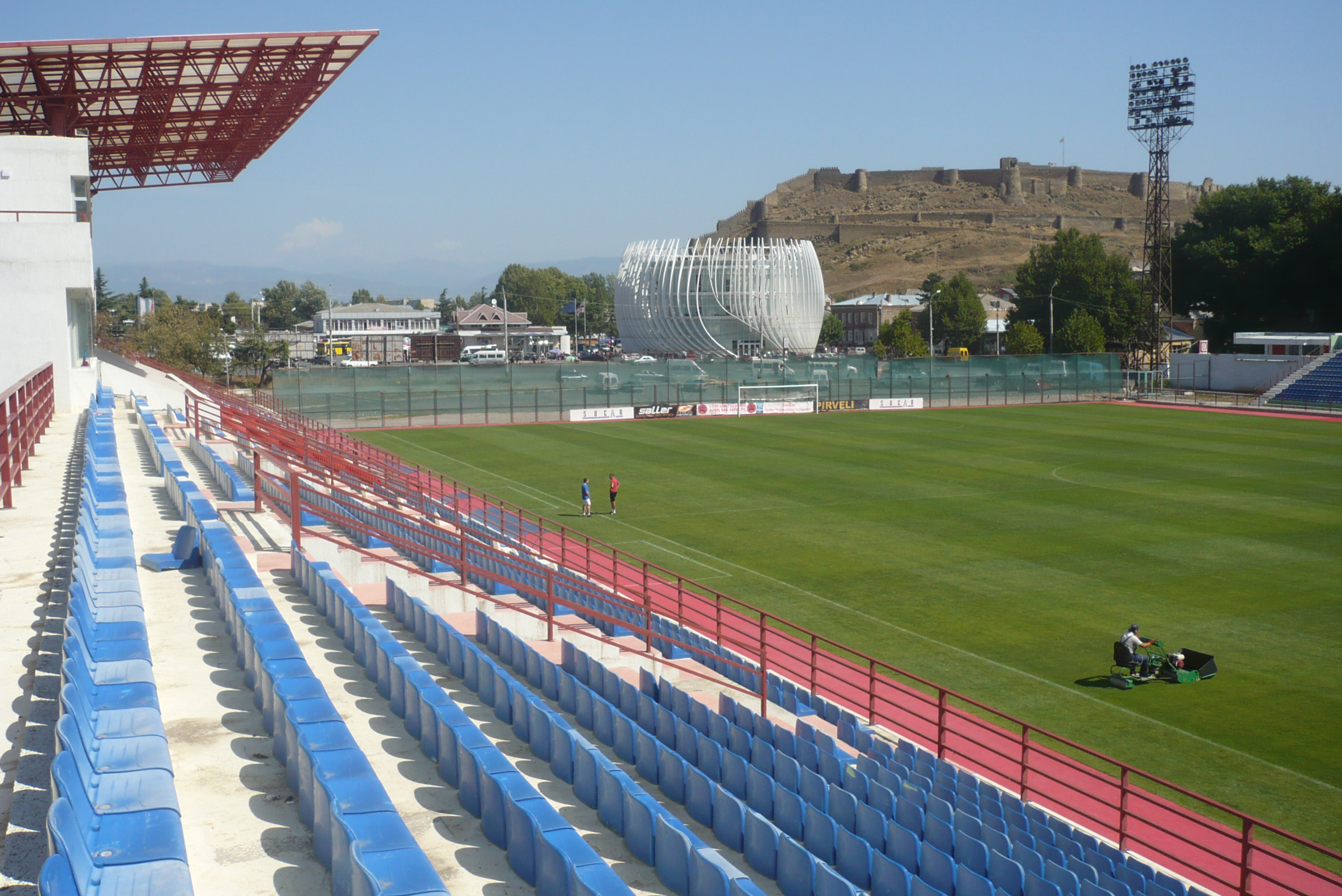
Pohled z hlavní tribuny stadionu FC Dila Gori

### Sportovní zařízení
V blízkosti pevnosti Gori sídlí fotbalový klub FC Dila Gori, který hraje gruzínskou nejvyšší fotbalovou soutěž. Fotbalový stadion se jmenuje Tengiz Burjanadze.

### Ostatní
Ve městě a jeho okolí se nachází kostely a drobné církevní stavby, které jsou veřejnosti přístupné. Mezi nejznámější patří Katedrála Panny Marie, která byla postavena v letech 1806 až 1810. Ve městě je také Univerzita Sukhishvili, Ústřední vojenská nemocnice a Vojenská základna 1. pěší brigády gruzínských pozemních sil. V centru města je několik gruzínských restaurací, ve kterých lze poobědvat a povečeřet tradiční gruzínská jídla. Za doporučení stojí návštěva skalního a jeskynního města Uplisciche, které leží nedaleko města Gori. Skalní a jeskynní město Uplisciche je od města Gori vzdálené necelých 14 km. Vstupné se pohybuje okolo 5 Lari. Jedná se o jednu z nejstarších archeologicky doložených obývaných lokalit v Gruzii.

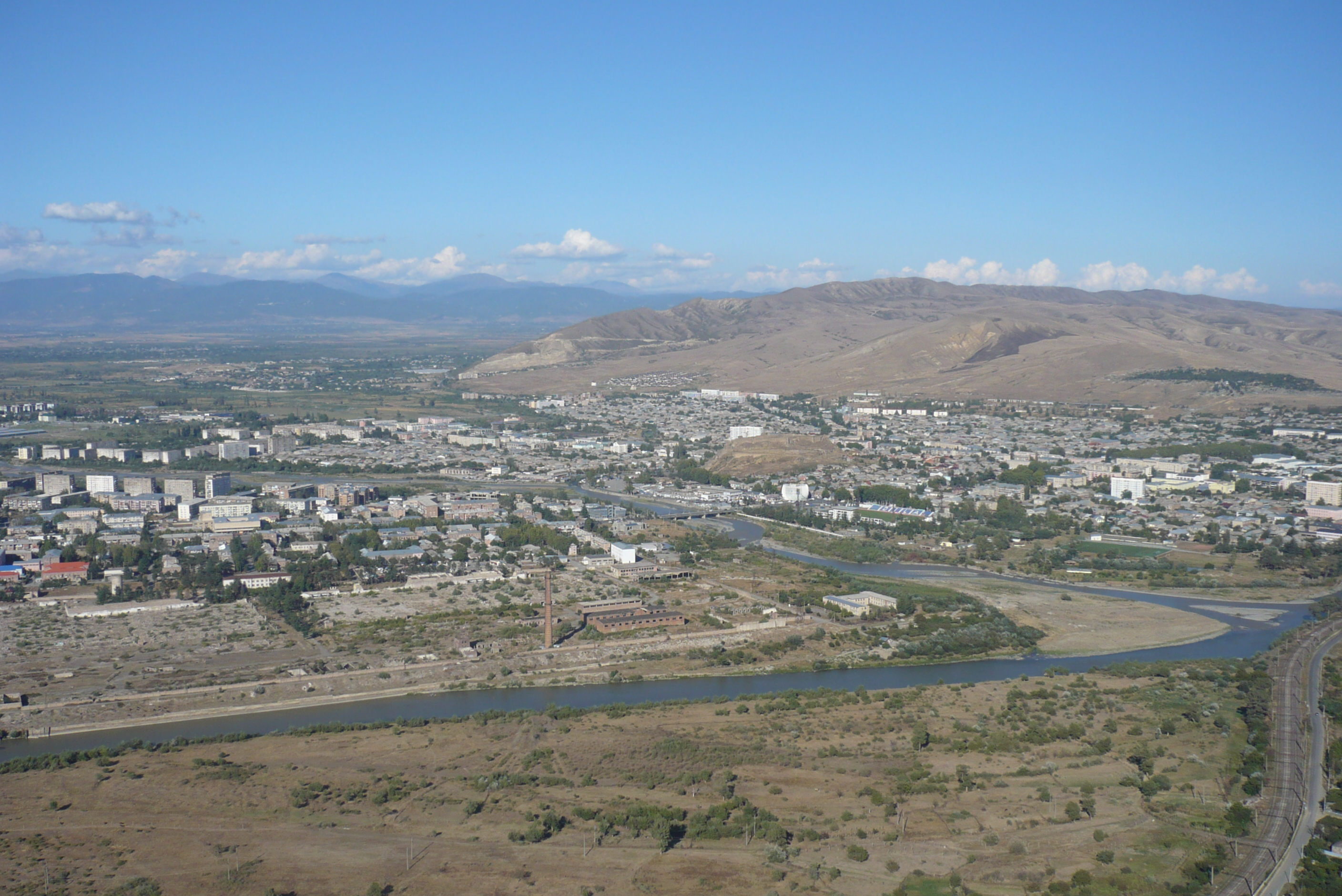
Výhled na město Gori a jeho okolí
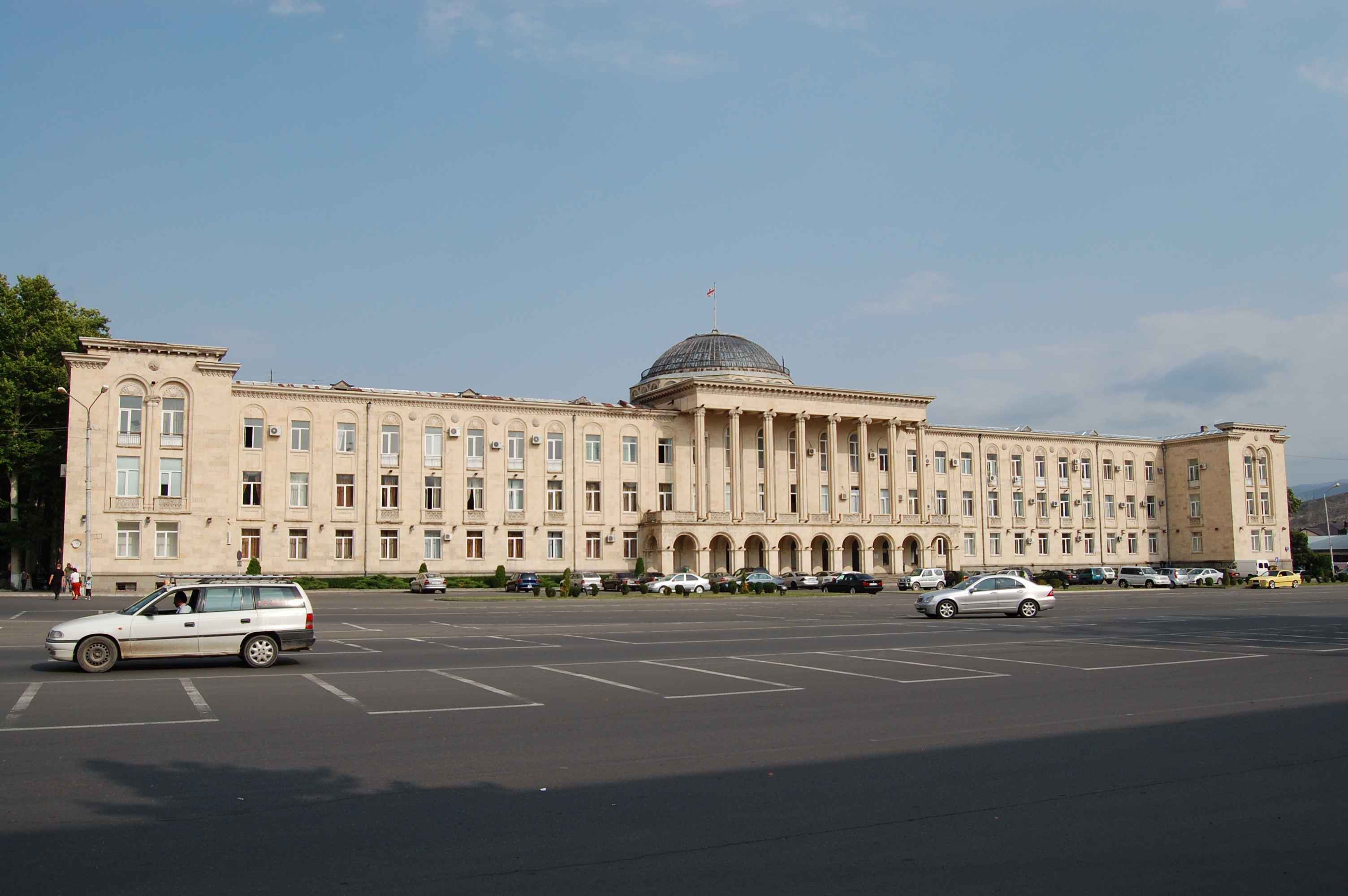
Radnice v Gori
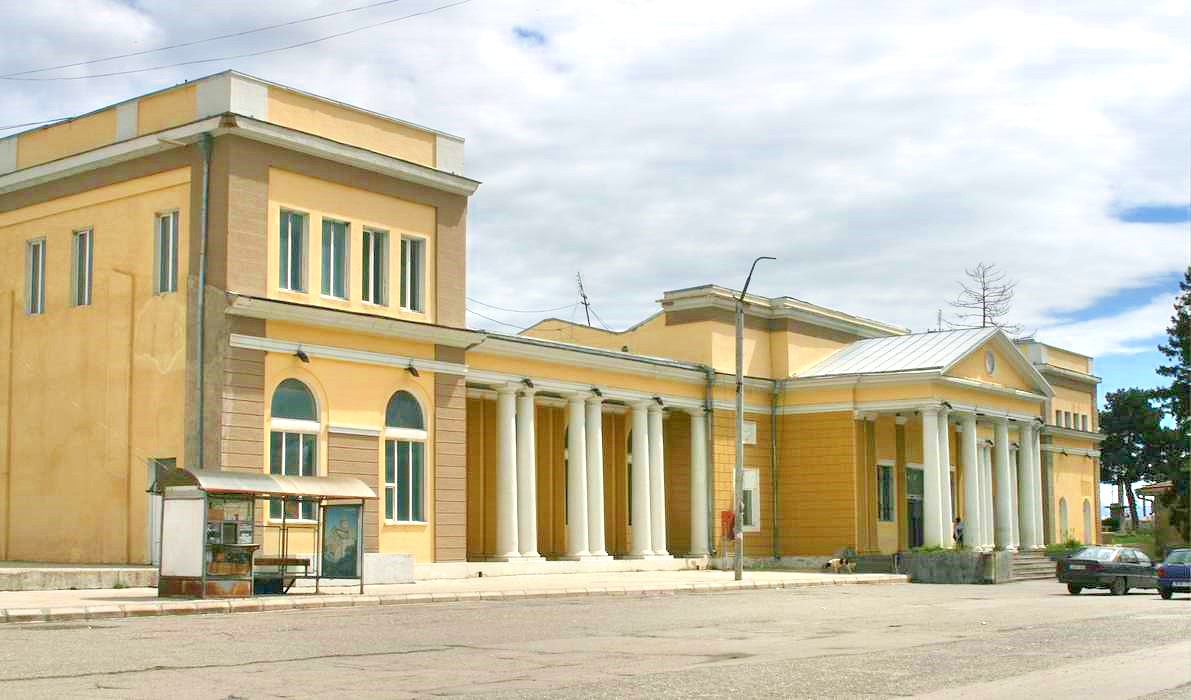
Nádraží v Gori
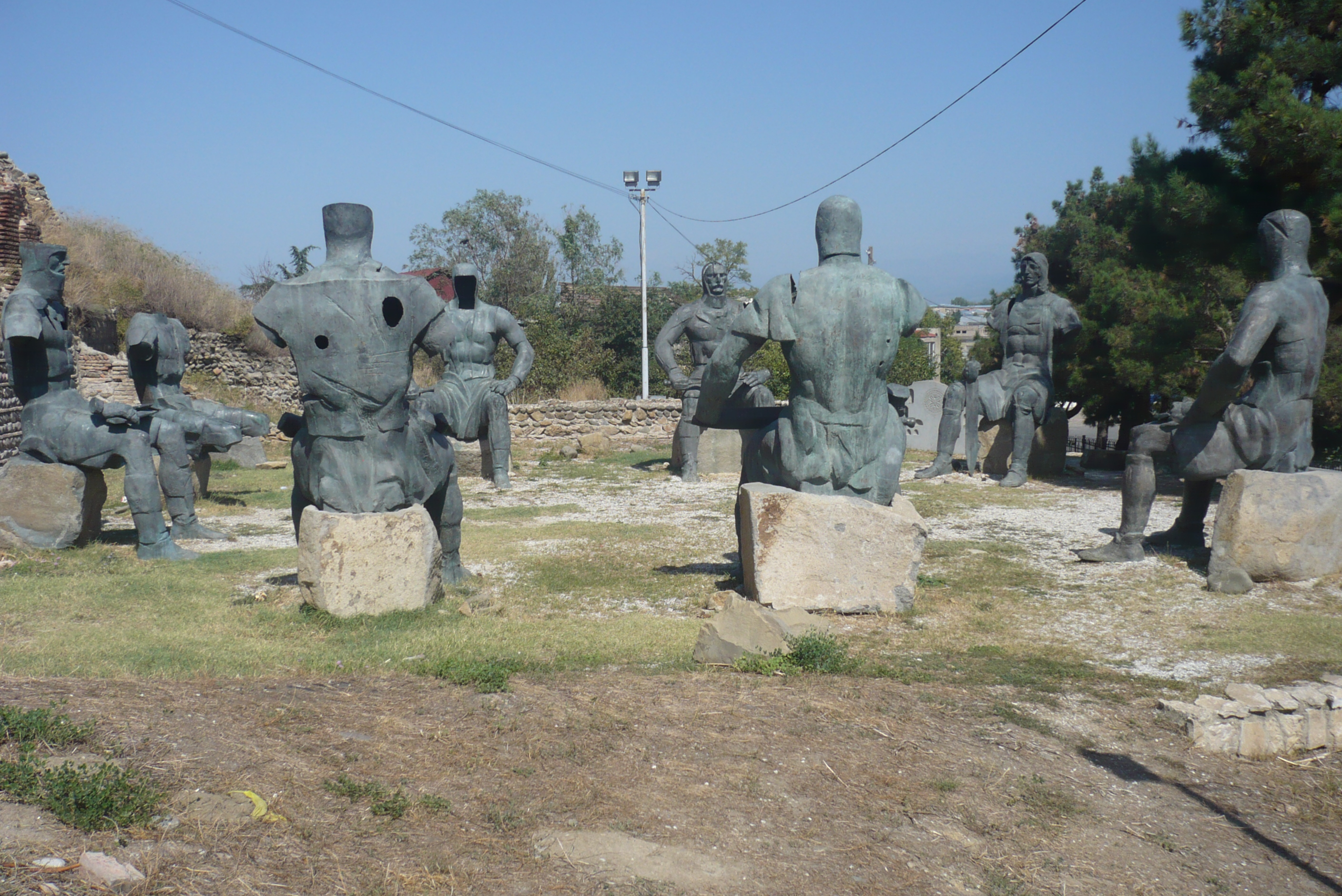
Kruh soch zmrzačených válečníků pod Pevností Gori